# Sarcocapnos
Genre
Classification APG III (2009)
Sarcocapnos est un genre de plantes à fleurs de la famille des Fumariaceae selon la classification classique, ou de celle des Papaveraceae selon la classification phylogénétique (APGIII). Ce sont des plantes herbacées annuelles ou vivaces.

## Taxonomie
Le genre Sarcocapnos est décrit par Augustin-Pyramus de Candolle en 1821.

## Liste d'espèces
Le genre Sarcocapnos comprend les espèces suivantes selon GBIF :
- Sarcocapnos baetica (Boiss. & Reut.) Nyman
- Sarcocapnos crassifolia (Desf.) DC.
- Sarcocapnos enneaphylla (L.) DC.
- Sarcocapnos pulcherrima C. Morales & Romero García